# Sivěnka přímořská
Sivěnka přímořská (Glaux maritima) je drobná, v České republice zákonem chráněná slanomilná rostlina, jediný druh monotypického rodu sivěnka.

## Výskyt
Druh s cirkumpolárním rozšířením, v Evropě se vyskytuje od subarktického, atlantského a baltského pobřeží přes střední a východní Evropu až po jižní Rusko a dále přes Malou Asii, Írán, Altaj, Čínu, Mongolsko až do Japonska na východě; jeho areál výskytu zasahuje také do Severní Ameriky.
Je to rostlina vázaná na slanou vodu a proto má rozdílnou ekologií v blízkosti moře a ve vnitrozemí. V přímoří tento halofyt roste převážně na pobřežích plážích a mělčinách kde má k dispozici mořskou vodu, ve vnitrozemí si v termofytiku až mezofytiku vybírá slaniska nebo vývěry slaných minerálních vod. V Česku se vyskytuje jen na několika málo lokalitách, např. v národní přírodní rezervaci Soos v západních Čechách u Františkových Lázní a na jižní Moravě na Mikulovsku poblíž obce Dobré Pole ve stejnojmenné přírodní rezervaci.

## Popis
Vytrvalá bylina s členitým šupinatým oddenkem z něhož vyrůstají na volné půdě bez opory poléhavé a v trávě vystoupavé lodyhy dorůstající do výšky až 20 cm. Lodyhy jsou lysé nebo jen řídce chlupaté, od spodu rozvětvené a hustě olistěné. Drobné, lysé, přisedlé listy mají celokrajné vejčité nebo obkopinaté až čárkovité čepele (o délce 5 až 15 mm a šířce 2 až 4 mm) které jsou mírně dužnaté, u báze klínovité a na konci tupé až špičaté. Listy jsou modravě zelené s tmavými skvrnami, nejnižší bývají nahnědlé a šupinovité, obvykle ve spodu lodyhy vyrůstají vstřícně a nahoře střídavě.
V paždí středních listů vyrůstají jen 3 až 6 mm velké, téměř přisedlé, pravidelné oboupohlavné květy které jsou zvláštní tím, že nemají korunu. Jejich vytrvalý, zvonkovitý kalich má pět široce vejčitých lístků se zaobleným vrcholem barvy růžové až načervenalé, vzácně čistě bílé, bývají dlouhé 3 až 5 mm a široké 1 až 2 mm. Na dně kalichu je upevněno pět, s kališními lístky se střídajících tyčinek které nesou srdčité prašníky, na dně je také přisedlý vejčitý semeník s nitkovitou čnělkou s kulovitou bliznou. Ploidie tohoto hemikryptofytu je 2n = 30.

## Rozmnožování
Rostlina kvete postupně od května do srpna. Květy jsou poměrně malé a přestože mají nektar nejsou často hmyzem navštěvovány. V květu současně dozrávají prašníky i blizny a dochází tak často k samoopylení. Plodem je hnědá kulovitá tobolka 3 mm velká otvírající se na vrcholu pěti chlopněmi. Tobolka obsahuje trojhranná hnědá semena dlouhá 1,5 mm a široká 1 mm, každé váží méně než 0,2 mg; v půdě si klíčivost podržují poměrně dlouho, ve vodě však životaschopnost ztrácejí brzy. Rostlina se rozšiřuje semeny přilepenými na zvířata (nohy ptáků) nebo roznesenými hmyzem (mravenci), nebo přirozeným rozrůstáním oddenku či zanesením jeho úlomku na jiné místo.

## Ohrožení
Sivěnka se v minulosti vyskytovala v oblasti středních a západních Čecha jižní Moravy v poměrně hojném počtu. V současnosti dochází k destrukci lokalit vhodných pro její růst, díky intenzivnímu zemědělství, odvodňování a melioracím, a rostlina je na rychlém ústupu. Netýká se to jen ČR, ale i okolních vnitrozemských středoevropských zemí (Slovensko, Maďarsko, Rakousko). Sivěnka přímořská je proto zařazena mezi kriticky ohrožené druhy jak Vyhláškou MŽP ČR č. 395/1992 Sb. ve znění vyhl. č. 175/2006 Sb. (§1), tak i Červeným seznamem cévnatých rostlin České republiky z roku 2012 (C1t).

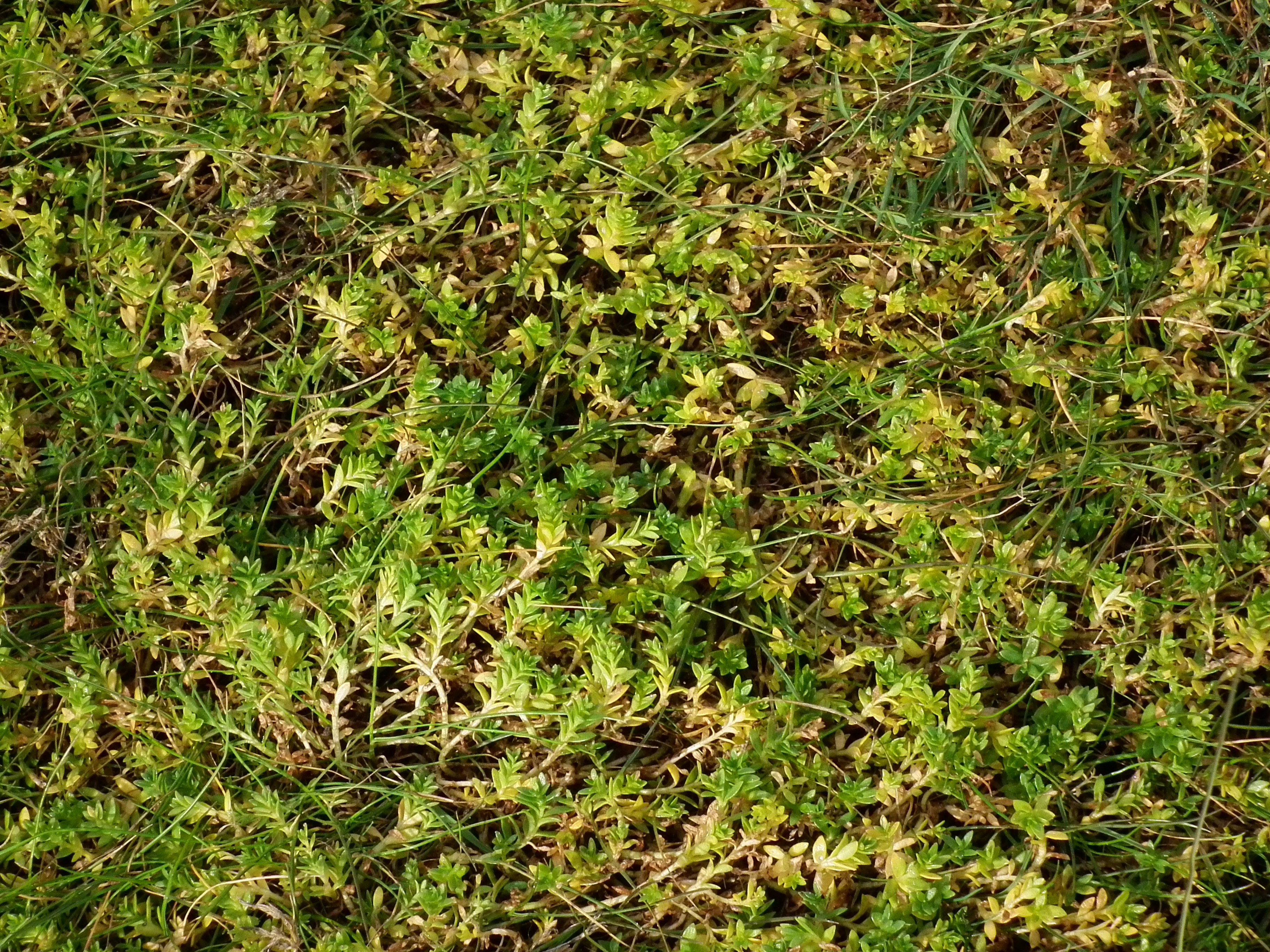
Nekvetoucí porost
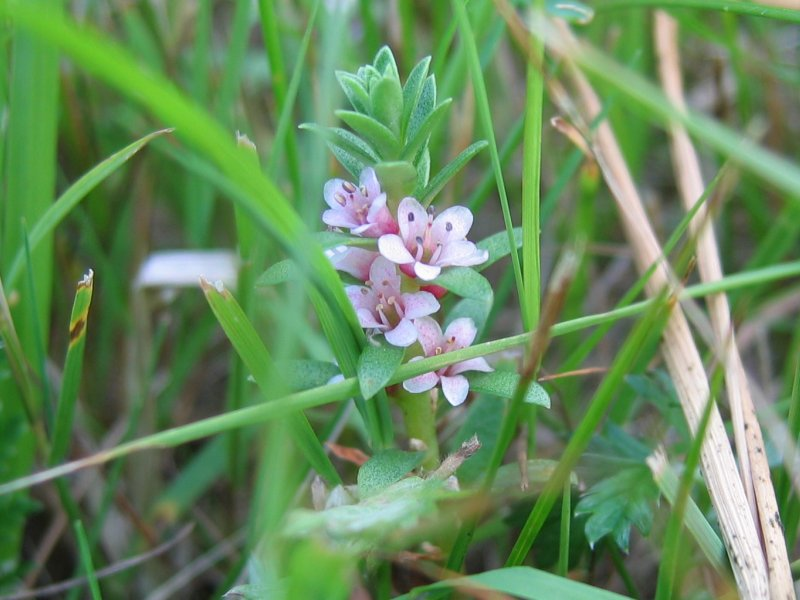
Lodyha s květy
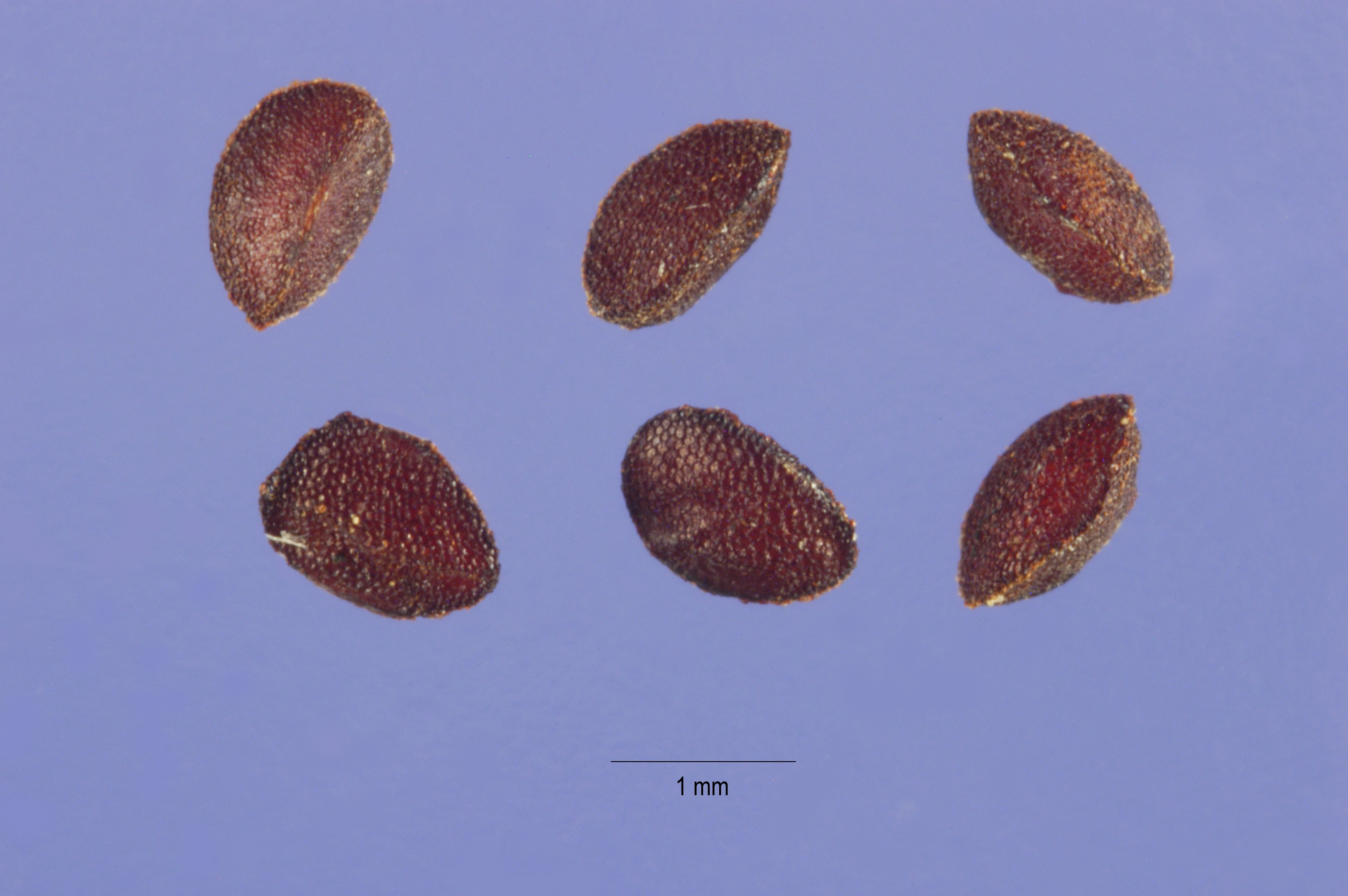
Tobolky